# Webcalendar
Webcalendar es una aplicación libre, desarrollada en PHP, con el objetivo de proporcionar una herramienta colaborativa para el manejo común de un calendario. La aplicación se encuentra en continuo desarrollo, siendo la última versión estable la 1.2.3 desde el mes de agosto de 2010. 
Esta aplicación ofrece la posibilidad de crear un calendario multiusuario, donde estos pueden crear eventos, añadir usuarios a esos eventos, crear grupos en los calendarios, etc.

## Objetivos
La herramienta es ideal para su implantación en organizaciones o en grupos pequeños/medianos y la planificación así de eventos individuales o comunes. Dispone de la posibilidad de sindicación RSS a los calendarios, la planificación de tareas, o la posibilidad de insertar archivos adjuntos y/o comentarios a los eventos.

## Requerimientos
Para su instalación solo es necesario tener instalado algún servidor web y una versión de PHP 4 o superior. El programa por otro lado necesita una base de datos para su correcto funcionamiento. Basta con tener MySQL para que se pueda instalar en el servidor.